# チミリャーゼフスカヤ駅 (モスクワモノレール)
チミリャーゼフスカヤ駅(チミリャーゼフスカヤえき、ロシア語:Тимирязевская)はモスクワモノレールの西端の駅である。この駅はモスクワ東北行政管区ブチルスキー地区に在る。モスクワ地下鉄9号線のチミリャーゼフスカヤ駅から50m離れている。

## 歴史
この駅は2004年11月20日に降車のみの駅として開業し、9日後に乗車もできるようになった。このモノレールは、はじめ、「周遊モード」で運行された。このモードでは2列車のみが運転され、運転間隔は約30分で営業時間は10:00から16:00までであった。最初はウリツァ・セルケヤ・アイゼンステイナ駅からのみ乗車可能であった。2008年1月10日にこの線は6:50から23:00までの通常の運用が行われるようになり、すべての駅で乗車できるようになった。また、運賃も50ルーブルから19ルーブルへと引き下げられた。2017 年1月23日からは、「周遊モード」の復活に伴い、営業時間は7:50から20:00までとなった。

## 隣の駅
モスクワモノレール M1線
チミリャーゼフスカヤ駅 ‐ ウーリツァ・ミラシェンコワ駅